# Модель Рейнольдса-Буссінеска
Модель Рейнольдса-Буссінеска (рос. модель Рейнольдса-Буссинеска; англ. Reynolds-Bussinesk model, нім. Reinolds-Bussinesk-Modell n) — модель потоку, що використовується при вивченні турбулентного руху рідини і являє собою умовний (фіктивний) потік рідини, частинки якого рухаються зі швидкостями, які дорівнюють усередненим місцевим (поздовжнім) швидкостям, а гідродинамічний тиск у різних нерухомих точках простору, зайнятого цим потоком, дорівнює усередненим місцевим тискам. Переходячи від дійсного турбулентного потоку до зазначеної моделі, вилучають із розгляду пульсації поздовжніх і поперечних складових актуальної швидкості, а також пульсації тиску.